# Lijst van vlaggen van Salvadoraanse deelgebieden
Dit artikel bevat een lijst van vlaggen van Salvadoraanse deelgebieden. El Salvador telt veertien departementen.
De hoofdstad van elk departement heeft dezelfde vlag (en wapen) als het departement zelf. De enige uitzonderingen hierop zijn Cojutepeque in Cuscatlán en San Francisco Gotera in Morazán, die een andere vlag gebruiken dan de betreffende departementen.
Klik op 'vlag' onder de naam van een departement voor het artikel over de betreffende vlag.

Ahuachapán: Vlag
Cabañas: Vlag
Chalatenango: Vlag
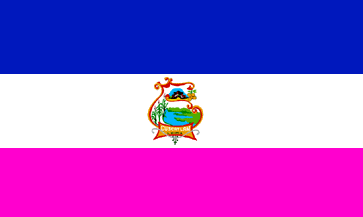
Cuscatlán: Vlag
La Libertad: Vlag
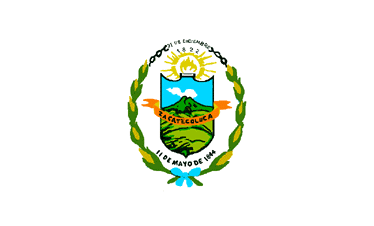
La Paz: Vlag
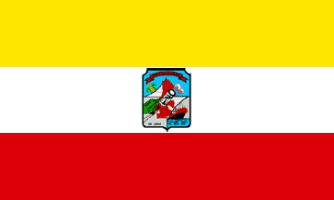
La Unión: Vlag
Morazán: Vlag
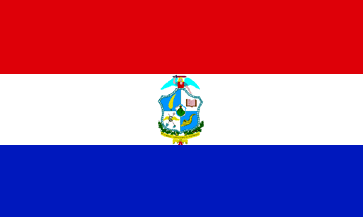
San Miguel: Vlag
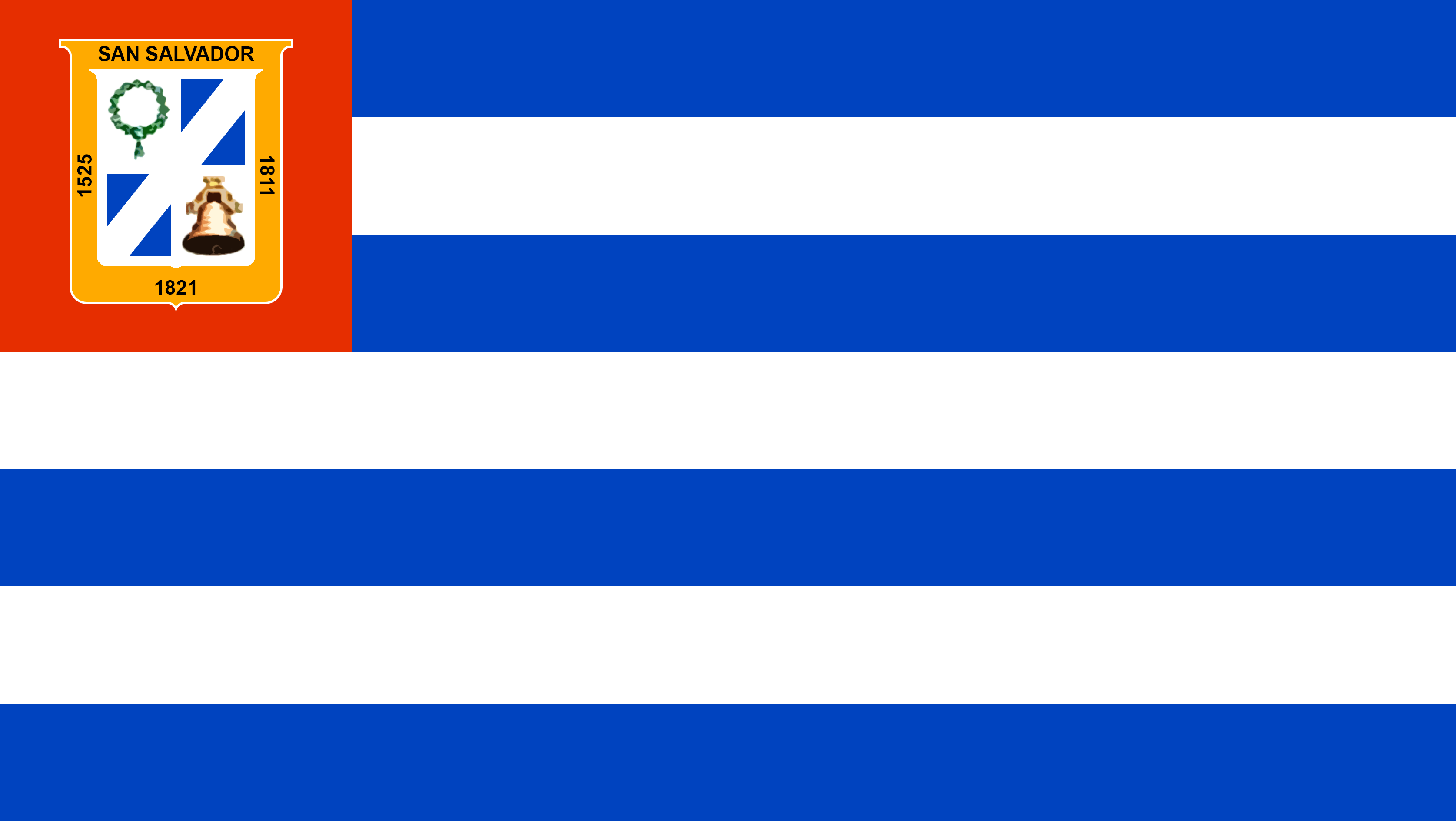
San Salvador: Vlag
San Vicente: Vlag
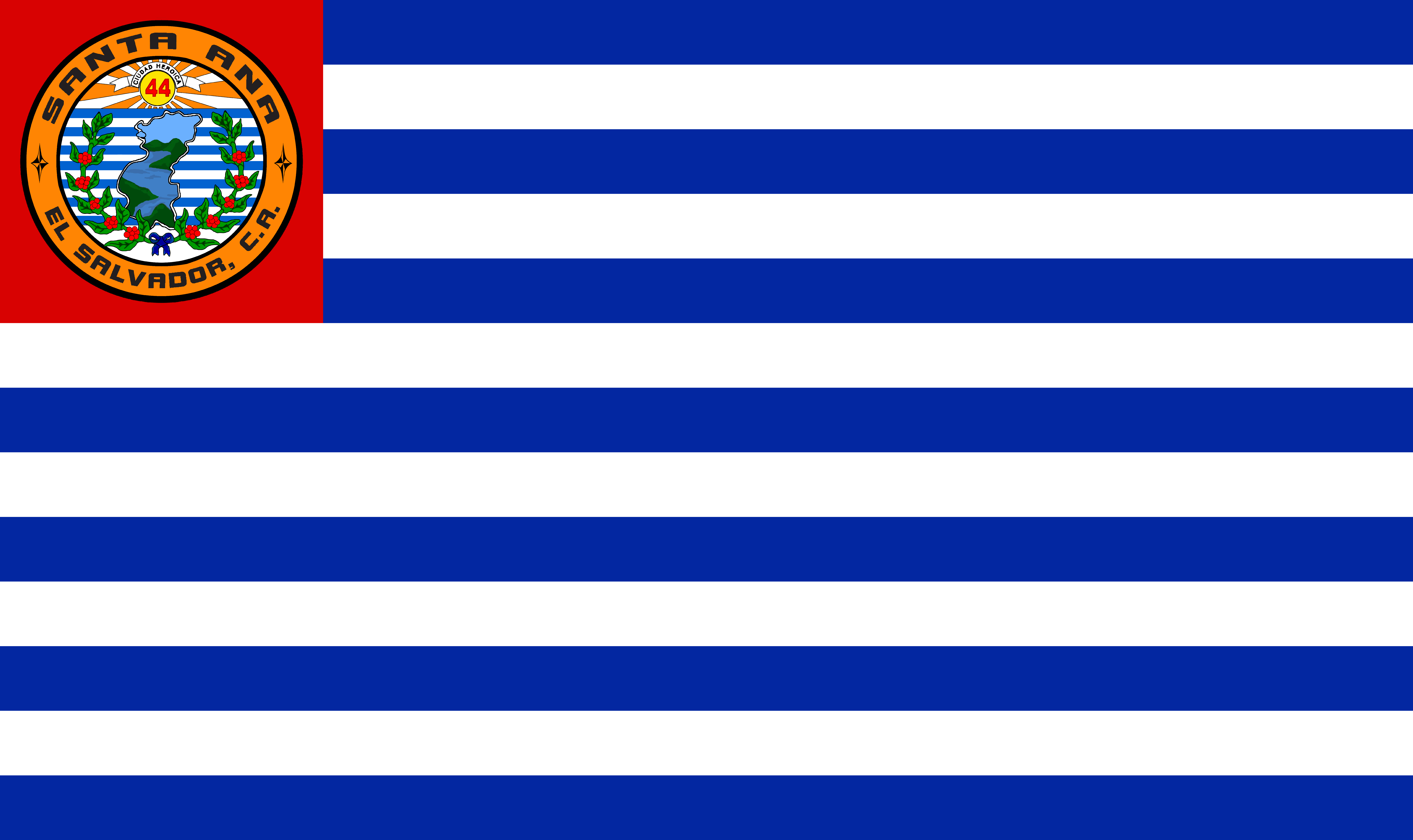
Santa Ana: Vlag
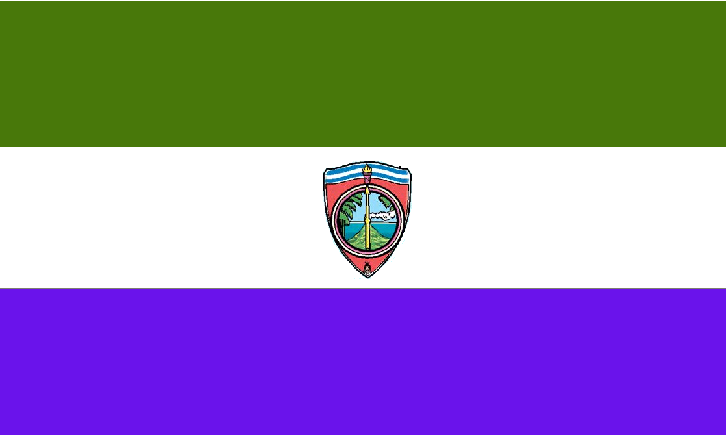
Sonsonate: Vlag
Usulután: Vlag

Albanië · Andorra · Argentinië · Australië · Bahrein · België · Bolivia · Bosnië en Herzegovina · Brazilië · Bulgarije · Canada · Chili · China · Colombia · Comoren · Costa Rica · Denemarken · Dominicaanse Republiek · Duitsland · Ecuador · Egypte · El Salvador · Estland · Ethiopië · Filipijnen · Finland · Frankrijk · Gabon · Georgië · Ghana · Griekenland · Guatemala · Guyana · Honduras · Hongarije · Ierland · India · Indonesië · Irak · Italië · Japan · Kazachstan · Kenia · Kirgizië · Koeweit · Kroatië · Liberia · Litouwen · Maleisië · Marshalleilanden · Mexico · Micronesië · Moldavië · Mongolië · Myanmar · Nederland · Nicaragua · Nieuw-Zeeland · Nigeria · Noorwegen · Oeganda · Oekraïne · Oostenrijk · Pakistan · Palau · Panama · Papoea-Nieuw-Guinea · Paraguay · Peru · Polen · Portugal · Roemenië · Rusland · Salomonseilanden · Sao Tomé en Principe · Servië · Slowakije · Soedan · Somalië · Spanje · Sri Lanka · Suriname · Tanzania · Thailand · Tsjechië · Uruguay · Vanuatu · Venezuela · Verenigd Koninkrijk · Verenigde Arabische Emiraten · Verenigde Staten · Wit-Rusland · Zuid-Afrika · Zuid-Korea · Zuid-Soedan · Zweden · Zwitserland
Historisch: Joegoslavië · Oostenrijk-Hongarije · Sovjet-Unie
Zie ook: Vlaggenlijsten per land · Vlaggen van afhankelijke gebieden · Vlaggen van gemeenten (per land)